# Hélie IX de Périgord
Hélie IX de Périgord  (v.1261 - 1311) est un noble français, comte de Périgord de 1294 à 1311. 

## Biographie
Hélie IX, fils héritier d'Archambaud III est marié dès 1276 à Philippa de Lomagne, sœur héritière de Vézian III, vicomte de Lomagne et d'Auvillars. À la mort de Vézian III en 1280, Philippa et Hélie recueillent sa succession, mais l'héritage leur est disputé par Mathe de Bordeaux, belle-mère de Vézian, qui fait appel au roi d'Angleterre,  duc d'Aquitaine. Hélie conserve cependant la Lomagne jusqu'à la mort de Philippa en 1286. 
En 1294, Hélie succède à son père Archambaud III et devient comte de Périgord. En 1298, il se remarie avec Brunissende de Foix, fille de Roger-Bernard III de Foix. 
En 1301, il cède la Lomagne et Auvillars qu'il avait conservés jusqu'alors, au roi de France Philippe IV le Bel, plutôt que de les laisser passer sous influence anglaise. 
Hélie IX meurt en 1311 et son fils Archambaud IV lui succède sous la régence de Brunissende. Cette dernière assure l'éclat du Périgord par son entente avec les papes gascons Clément V et Jean XXII.

## Mariages et descendance
Hélie IX épouse en premières noces en 1276, Philippa de Lomagne († 1286), fille d'Arnaud-Odon de Lomagne et de Marie d'Anduze, d'oú :
- Marquise de Périgord († v.1301), héritière de Lomagne, mariée à Gaston, vicomte de Fézensaguet; répudiée, elle se fait religieuse ;
- Éremburge de Périgord († jeune).

Hélie IX se remarie en 1298 avec Brunissende de Foix, fille de Roger-Bernard III de Foix et de Marguerite de Béarn et eut :
- Archambaud IV de Périgord († 1334), comte après son pére ;
- Roger-Bernard de Périgord († 1361), comte après son frére aîné ;
- Hélie de Périgord († 1364), cardinal ;
- Agnès de Périgord († 1345), mariée en 1321 au duc Jean de Durazzo, dans le royaume de Naples. Grand-mère du roi Charles III de Naples ;
- Éremburge de Périgord, mariée en 1319 à Jacques de Via, fils de Pierre de Via, neveu du pape Jean XXII (voir généalogie Duèze), puis, veuve, en 1328 à Pierre II de Grailly. Mère d'Archambaud de Grailly, comte de Foix par mariage ;
- Marguerite de Périgord, épouse d'Amalric III de Lautrec ;
- Jeanne de Périgord, épouse en 1331 de Senebrun de Lesparre[1].